# UFC on ESPN: Каттар vs. Иге
UFC on ESPN: Каттар vs. Иге (англ. UFC on ESPN: Kattar vs. Ige, известно также как UFC on ESPN 13 или UFC Fight Island) — это турнир по смешанным единоборствам, организованный Ultimate Fighting Championship, который состоялся 16 июля 2020 года на арене «Flash Forum» в комплексе «Бойцовский остров» («UFC Fight Island»), расположенном на острове Яс, вблизи города Абу-Даби, Объединенные Арабские Эмираты.
В главном бою вечера Кэлвин Каттар победил Дэна Иге единогласным решением судей.
В со-главном бою вечера Тим Эллиотт победил Райана Бенуа единогласным решением судей.

## Подготовка турнира
Этот турнир станет вторым после UFC 251 из четырёх мероприятий на «Бойцовском острове», которые планируется провести на острове Яс в июле 2020 года в рамках плана по содействию проведения турниров с участием бойцов, на которых действуют ограничения США на поездки, связанные с пандемией COVID-19.
Главным событием турнира стал бой в полулёгком весе между стабильным топом дивизиона Кэлвином Каттаром (#6 в рейтинге) и набирающим обороты Дэном Иге (#10 в рейтинге).

#### Изменения карда
Ожидалось, что поединок в среднем весе между Джоном Филлипсом и Душко Тодоровичем состоится на UFC Fight Night: Вудли vs. Эдвардс. Однако, этот турнир было первым из пяти, которые были отменены из-за пандемии COVID-19, и бой был перенесен на Cage Warriors 113 (поскольку президент английской организации решил помочь некоторым из запланированных поединков, которые должны состояться в турнире его промоушена, запланированном на 20 марта). В свою очередь, Тодорович снялся с боя из-за ограничений на поездки в регионе. Затем они должны были встретиться на этом мероприятии. 8 июля Тодорович снова снялся с боя, теперь из-за потенциальной медицинской проблемы. Его заменил дебютант промоушена Хамзат Чимаев.
Бой в легчайшем весе между Педру Муньюсом и бывшим чемпионом UFC в легком весе Фрэнки Эдгаром короткое время планировался к проведению на UFC 251 четырьмя днями ранее. Тем не менее, матчмейкеры UFC перенести поединок на это мероприятие. 6 июля было объявлено, что бой между Муньюсом и Эдгаром отменен из-за положительного результата теста Муьюса на COVID-19. Бой был снова перенесён на UFC 252.
Для этого турнира был запланирован бой в полутяжёлом весе между Винисиусом Морейрой и Модестасом Букаускасом, а также бой в легчайшем весе между Андерсоном дус Сантосом и Джеком Шором. Тем не менее, 3 июля и Морейра и Дус Сантус дали положительный результат на COVID-19 и были исключены из мероприятия. Их заменили дебютанты Андреас Михаилидис и Аарон Филлипс соответственно.
На этом турнире был запланирован бой в женском минимальном весе между бывшей чемпионкой Invicta FC и бывшей чемпионкой UFC Карлой Эспарсой и Мариной Родригес. Тем не менее, бой был отменен после того, как один из угловых Родригес дал положительный результат на COVID-19. У Родригес был отрицательный результат теста, но по причине предосторожности бой был отменен. Бой был перенесён на UFC Fight Night: Уиттакер vs. Тилл и должен состояться 26 июля.
Одним из последних в кард турнира был включён бой в полутяжелом весе между дебютантами Тимо Фойхтом и Кеннетом Бергом. Однако, спустя один день после того, как бой был объявлен, Фойхт был исключен из события и заменен другим дебютантом Хорхе Гонсалесом. Позже было объявлено, что Фойхт был удален из-за прошлых связей с неонацистами, включая нападение в январе 2016 года в районе Конневиц в Лейпциге, за которое он был арестован. В свою очередь, из-за проблем со здоровьем во время весосгонки Берг не был допущен до соревнований, его бой с Гонсалесом отменён.

#### Анонсированные бои
| Бой | Весовая категория     | Участники боёв и их статистика в ММА         | Участники боёв и их статистика в ММА | Участники боёв и их статистика в ММА | Участники боёв и их статистика в ММА | Участники боёв и их статистика в ММА | Участники боёв и их статистика в ММА        | Участники боёв и их статистика в ММА | Участники боёв и их статистика в ММА | Участники боёв и их статистика в ММА | Участники боёв и их статистика в ММА | Прим. |
|     |                       | Основной кард (Main Card)                    |                                      |                                      |                                      |                                      |                                             |                                      |                                      |                                      |                                      |       |
| 1   | Полулёгкий вес        | Кэлвин Каттар (Calvin Kattar)                | #6                                   | 21-4 MMA, 5-2 UFC                    | 1 победа                             | vs.                                  | Дэн Иге (Dan Ige)                           | #10                                  | 14-2 MMA, 6-1 UFC                    | 6 побед                              | [ 24 ]                               |       |
| 2   | Наилегчайший вес      | Тим Эллиотт (Tim Elliott)                    | #12                                  | 15-11-1 MMA, 4-9 UFC                 | 3 пораж.                             | vs.                                  | Райан Бенуа (Ryan Benoit)                   |                                      | 10-6 MMA, 3-4 UFC                    | 1 пораж.                             | [ 25 ]                               |       |
| 3   | Полулёгкий вес        | Джимми Ривера (Jimmie Rivera)                | #9*                                  | 22-4 MMA, 6-3 UFC                    | 2 пораж.                             | vs.                                  | Коди Стейманн (Cody Stamann)                | #10*                                 | 19-2-1 MMA, 5-1-1 UFC                | 1 победа                             | [ 26 ]                               |       |
| 4   | Жен. наилегчайший вес | Молли Маккэн (Molly McCann)                  | #15                                  | 10-2 MMA, 3-1 UFC                    | 3 победы                             | vs.                                  | Тайла Сантус (Taila Santos)                 |                                      | 15-1 MMA, 0-1 UFC                    | 1 пораж.                             | [ 27 ]                               |       |
| 5   | Полусредний вес       | Абдул Разак Альхассан (Abdul Razak Alhassan) |                                      | 10-1 MMA, 4-1 UFC                    | 3 победы                             | vs.                                  | Мунир Лаззез (Mounir Lazzez)                | д                                    | 9-1 MMA, 0-0 UFC                     | 2 победы                             | [ 28 ]                               |       |
|     |                       | Предварительный кард (Preliminary Card)      |                                      |                                      |                                      |                                      |                                             |                                      |                                      |                                      |                                      |       |
| 6   | Средний вес           | Джон Филлипс (John Phillips)                 |                                      | 22-9 MMA, 1-3 UFC                    | 1 победа                             | vs.                                  | Хамзат Чимаев (Khamzat Chimaev) ▲           | д                                    | 8-0 MMA, 0-0 UFC                     | 6 побед                              | [ 29 ]                               |       |
| 7   | Полулёгкий вес        | Рикарду Рамус (Ricardo Ramos)                |                                      | 14-2 MMA, 5-1 UFC                    | 2 победы                             | vs.                                  | Лерон Мёрфи (Lerone Murphy)                 |                                      | 8-0-1 MMA, 0-0-1 UFC                 | 1 ничья                              | [ 30 ]                               |       |
| 8   | Полутяжёлый вес       | Модестас Букаускас (Modestas Bukauskas)      | д                                    | 10-2 MMA, 0-0 UFC                    | 6 побед                              | vs.                                  | Андреас Михаилидис (Andreas Michailidis) ▲  | д                                    | 12-3 MMA, 0-0 UFC                    | 3 победы                             | [ 31 ]                               |       |
| 9   | Полулёгкий вес        | Джаред Гордон (Jared Gordon)                 |                                      | 15-4 MMA, 3-3 UFC                    | 1 пораж.                             | vs.                                  | Крис Фишголд (Chris Fishgold)               |                                      | 18-3-1 MMA, 1-2 UFC                  | 1 пораж.                             | [ 32 ]                               |       |
| 10  | Жен. наилегчайший вес | Диана Бельбицэ (Diana Belbiţă)               |                                      | 13-5 MMA, 0-1 UFC                    | 1 пораж.                             | vs.                                  | Лиана Джоджуа (Liana Jojua)                 |                                      | 7-3 MMA, 0-1 UFC                     | 1 пораж.                             | [ 33 ]                               |       |
| 11  | Легчайший вес         | Джек Шор (Jack Shore)                        |                                      | 12-0 MMA, 1-0 UFC                    | 12 побед                             | vs.                                  | Аарон Филлипс (Aaron Phillips) ▲            |                                      | 12-4 MMA, 0-2 UFC                    | 5 побед                              | [ 34 ]                               |       |
|     |                       | Отменённые бои                               |                                      |                                      |                                      |                                      |                                             |                                      |                                      |                                      |                                      |       |
|     | Жен. минимальный вес  | Карла Эспарса (Carla Esparza)                | #7                                   | 16-6 MMA, 7-4 UFC                    | 3 победы                             | vs.                                  | Марина Родригес (Marina Rodriguez) ▼        | #9                                   | 12-0-2 MMA, 2-0-2 UFC                | 1 ничья                              | [ 35 ]                               |       |
|     | Полутяжёлый вес       | Модестас Букаускас (Modestas Bukauskas)      | д                                    | 10-2 MMA, 0-0 UFC                    | 6 побед                              | vs.                                  | Винисиус Морейра (Vinicius Moreira) ▼       |                                      | 9-4 MMA, 0-3 UFC                     | 3 пораж.                             | [ 36 ]                               |       |
|     | Легчайший вес         | Джек Шор (Jack Shore)                        |                                      | 12-0 MMA, 1-0 UFC                    | 12 побед                             | vs.                                  | Андерсон дус Сантус (Anderson dos Santos) ▼ |                                      | 20-8 MMA, 0-2 UFC                    | 2 пораж.                             | [ 37 ]                               |       |
|     | Легчайший вес         | Педру Муньюс (Pedro Munhoz) ▼                | #7                                   | 18-4 (1) MMA, 8-4 (1) UFC            | 1 пораж.                             | vs.                                  | Фрэнки Эдгар (Frankie Edgar)                | #7*                                  | 23-8-1 MMA, 17-8-1 UFC               | 2 пораж.                             | [ 38 ]                               |       |
|     | Средний вес           | Джон Филлипс (John Phillips)                 |                                      | 22-9 MMA, 1-3 UFC                    | 1 победа                             | vs.                                  | Душко Тодорович (Duško Todorović) ▼         | д                                    | 9-0 MMA, 0-0 UFC                     | 9 побед                              | [ 39 ]                               |       |
|     | Полутяжёлый вес       | Тимо Фойхт (Timo Feucht) ▼                   | д                                    | 8-1 MMA, 0-0 UFC                     | 2 победы                             | vs.                                  | Кеннет Берг (Kenneth Bergh)                 | д                                    | 8-0 MMA, 0-0 UFC                     | 8 побед                              | [ 40 ]                               |       |
|     | Полутяжёлый вес       | Хорхе Гонсалес (Jorge Gonzalez) ▲            | д                                    | 16-4 MMA, 0-0 UFC                    | 1 победа                             | vs.                                  | Кеннет Берг (Kenneth Bergh) ▼               | д                                    | 8-0 MMA, 0-0 UFC                     | 8 побед                              | [ 41 ]                               |       |

## Церемония взвешивания
Результаты официальной церемонии взвешивания.
Абдул Разак Альхассан и Крис Фишголд не смогли уложиться в лимит своих весовых категорий (полусредней и полулёгкой соответственно) и заплатят 20 % от своих гонораров в пользу соперников.

## Результаты турнира
| Бой п/п | Весовая категория     | Участники и результат боя | Участники и результат боя | Участники и результат боя | Участники и результат боя | Участники и результат боя | Участники и результат боя | Участники и результат боя | Способ победы                              | Раунд | Время | Рефери в ринге | Прим.              |
|         |                       | Основной кард             |                           |                           |                           |                           |                           |                           |                                            |       |       |                |                    |
| Бой 11  | Полулёгкий вес        |                           | Кэлвин Каттар             | #6                        | поб.                      |                           | Дэн Иге                   | #10                       | Единогласное решение (49–46, 49–46, 48–47) | 5     | 5:00  | Херб Дин       |                    |
| Бой 10  | Наилегчайший вес      |                           | Тим Эллиотт               | #12                       | поб.                      |                           | Райан Бенуа               |                           | Единогласное решение (29–28, 29–28, 29–28) | 3     | 5:00  | Марк Годдард   |                    |
| Бой 9   | Легчайший вес         |                           | Джимми Ривера             | #9                        | поб.                      |                           | Коди Стейманн             | #10                       | Единогласное решение (30–27, 30–27, 29–28) | 3     | 5:00  | Дэн Мовахеди   |                    |
| Бой 8   | Жен. наилегчайший вес |                           | Тайла Сантус              |                           | поб.                      |                           | Молли Маккэн              | #15                       | Единогласное решение (30–27, 30–27, 30–26) | 3     | 5:00  | Рич Митчелл    |                    |
| Бой 7   | Промежуточный вес     |                           | Мунир Лаззез              | д                         | поб.                      |                           | Абдул Разак Альхассан     |                           | Единогласное решение (30–27, 30–27, 29–28) | 3     | 5:00  | Дэн Мовахеди   | Лучший бой вечера  |
|         |                       | Предварительные бои       |                           |                           |                           |                           |                           |                           |                                            |       |       |                |                    |
| Бой 6   | Средний вес           |                           | Хамзат Чимаев             | д                         | поб.                      |                           | Джон Филлипс              |                           | Сдача, удушающий приём (удушение Д`Арсе)   | 2     | 1:12  | Херб Дин       | Выступление вечера |
| Бой 5   | Полулёгкий вес        |                           | Лерон Мёрфи               |                           | поб.                      |                           | Рикарду Рамус             |                           | Технический нокаут (удары руками)          | 1     | 4:18  | Рич Митчелл    | Выступление вечера |
| Бой 4   | Полутяжёлый вес       |                           | Модестас Букаускас        | д                         | поб.                      |                           | Андреас Михаилидис        | д                         | Технический нокаут (удары локтями)         | 1     | 5:00  | Дэн Мовахеди   | Выступление вечера |
| Бой 3   | Промежуточный вес     |                           | Джаред Гордон             |                           | поб.                      |                           | Крис Фишголд              |                           | Единогласное решение (30–26, 30–26, 30–26) | 3     | 5:00  | Марк Годдард   |                    |
| Бой 2   | Жен. наилегчайший вес |                           | Лиана Джоджуа             |                           | поб.                      |                           | Диана Бельбицэ            |                           | Сдача, болевой приём (рычаг локтя)         | 1     | 2:43  | Рич Митчелл    |                    |
| Бой 1   | Легчайший вес         |                           | Джек Шор                  |                           | поб.                      |                           | Аарон Филлипс             |                           | Сдача, удушающий приём (удушение сзади)    | 2     | 2:29  | Херб Дин       |                    |

## Бонусы
Следующие бойцы были удостоены денежного бонуса в $50,000:
- Лучший бой вечера: Мунир Лаззез vs. Абдул Разак Альхассан
- Выступление вечера: Хамзат Чимаев, Лерон Мёрфи и Модестас Букаускас

## Последствия турнира
Очередные изменения официальных рейтингов бойцов UFC произошли 21 июля после турнира UFC Fight Night: Фигейреду vs. Бенавидес 2.